# Ælfwine Haroldsson
Ælfwine Haroldsson hay Ælfwine là rất có thể là con trai ngoài giá thú của vua Harold Harefoot của Anh. Ông có lẽ được sinh ra vào đầu những năm 1030, ở Scandinavia hoặc sau 1035 ở Anh.
Ông xuất hiện trong một bản đồ đầu thế kỷ thứ mười hai từ tu viện Sainte Foi tại Conques ở Aquitaine với tên Alboynus (một họ hàng của Ælfwine), cùng với các ghi chép rằng ông được sinh ra ở London và là con trai của một vị vua Heroldus (một phiên bản tiếng Latinh của Harold) và một Alveva ("Ælfgifu" Latin hóa). Ông không đặt bất kỳ yêu sách nào lên ngai vàng nước Anh. Người ta biết rất ít về ông, nhưng ông được cho là đã mất trong những năm 1070 hoặc 1080. Ông là cháu trai của Knud Đại đế.